# Миргородська вулиця (Київ)
Ми́ргородська ву́лиця — вулиця в Деснянському районі міста Києва, селище Биківня. Пролягає від Латвійської вулиці до Путивльського провулку.
Прилучаються провулки Токмацький, Бобринецький, вулиця Радистів, провулки Броварський та Кадіївський і вулиця Кадіївська.

## Історія
Вулиця виникла в 1950-ті роки і складалася з трьох вулиць: 423-ї Нової, 455-ї Нової, 459-ї Нової. 1953 року отримала назву Кисловодська вулиця, на честь міста Кисловодськ у Росії. 
Сучасна назва на честь міста Миргород — з 2022 року.
До 1980-х років також існувала Миргородська вулиця у Подільському районі.